# Notocidaris platyacantha
Notocidaris platyacantha is een zee-egel uit de familie Ctenocidaridae.
De wetenschappelijke naam van de soort werd in 1925 gepubliceerd door Hubert Lyman Clark.